# Eric De Pooter

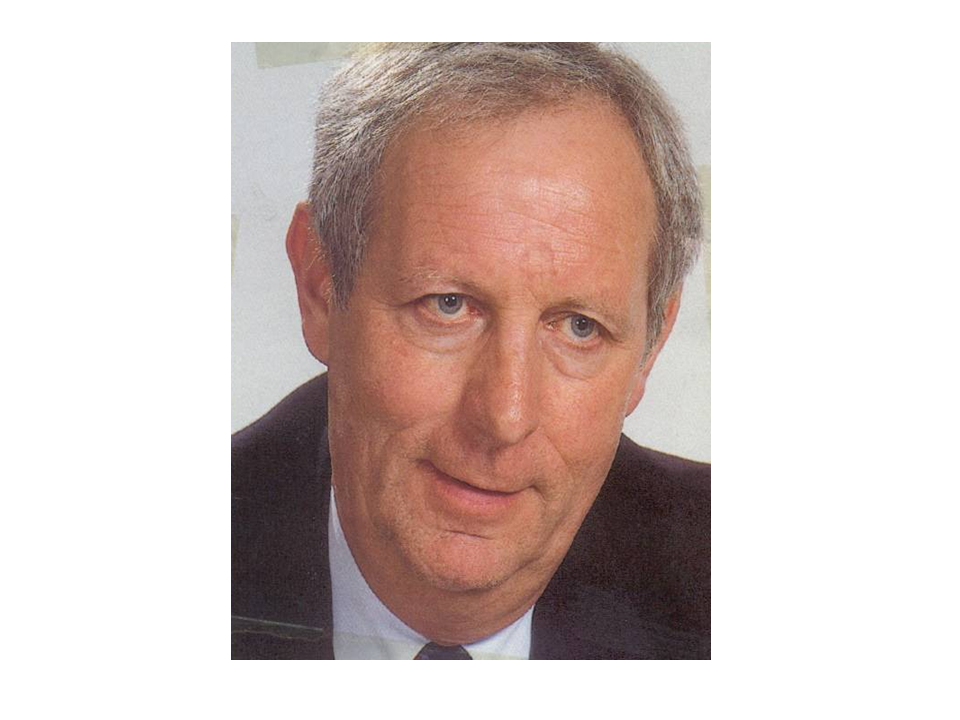
Eric De Pooter

Eric De Pooter (Ophasselt, 27 december 1940 - 24 maart 1997) was een Belgische politicus voor de CVP. Hij was burgemeester van Herzele van 1995 tot aan zijn overlijden in 1997.

## Biografie
Als enige zoon van de lokale hoofdonderwijzer Heli De Pooter en Rachel Corrijn verhuisde hij door zijn huwelijk met Chris De Buysscher, dochter van de toenmalige burgemeester van Herzele, Maurits De Buysscher in de jaren 70 naar Herzele. 
Bij de gemeenteraadsverkiezingen van 1988 haalde zijn partij 39.66%. Naar aanleiding van de uitslagen werd een coalitie gevormd met de VLD die de burgemeesterssjerp voor Marcel Van Daele opeisten. De Pooter werd eerste schepen. Zes jaar later haalde zijn partij 37.3% van de stemmen en 11 zetels en vormde een coalitie met de SP waarbij De Pooter burgemeester werd. Op dat moment kampte hij reeds met een ernstige ziekte waaraan hij uiteindelijk overleed. 